# Impatiens elisettae
Impatiens elisettae är en balsaminväxtart som beskrevs av Fischer Impatiens elisettae ingår i släktet balsaminer, och familjen balsaminväxter. Inga underarter finns listade i Catalogue of Life.